# Młyniwka
Młyniwka (ukr. Млинівка; hist. Mühlbach) – północna część wsi Pietniczany na Ukrainie, w obwodzie lwowskim, w rejonie lwowskim, dawna oddzielna wieś.
Założona pod nazwą Mühlbach w 1798 roku jako kolonia niemiecka. W II Rzeczypospolitej do 1934 samodzielna gmina jednostkowa. Następnie miejscowość należała do zbiorowej wiejskiej gminy Sokołówka w powiecie bóbreckim w woj. lwowskim. Mühlbach utworzył wtedy gromadę, składającą się z miejscowości Mühlbach i Tarnawa. 3 grudnia 1939 Mühlbach przemianowano na Młynowice.
Podczas II wojny światowej w gminie Wybranówka w Landkreis Lemberg w dystrykcie Galicja (Generalne Gubernatorstwo). Miejscowość liczyła wtedy 178 mieszkańców. Po wojnie w Związku Radzieckim. W 1946 roku została przemianowana na Młyniwnkę (Млинівка), a następnie przyłączona do wsi Pietniczany.